# Coleophora tripolitana
Coleophora tripolitana é uma espécie de mariposa do gênero Coleophora pertencente à família Coleophoridae.